# F357 Thetis
 For alternative betydninger, se Thetis (flertydig). (Se også artikler, som begynder med Thetis)
F357 Thetis er den første enhed af søværnets inspektionsskibe af THETIS-klassen og opkaldt efter havgudinden Thetis fra den græske mytologi.
Uddybende information omkring skibet findes her: THETIS-klassen

## Fakta
- Navngivet af: H. K. H. Kronprins Frederik
- Kaldesignal: OUEU (oscar-uniform-echo-uniform)
- Adoptionsby(er): Svendborg og Ilulissat (Jacobshavn)

## Operativt

### 1991-2001: Kanumas
Thetis sejlede i perioden 1993-2001 i KANUMAS-projektet. Et projekt, der gik ud på at lave geologiske undersøgelser langs Grønlands vestkyst. Ved projektet blev Thetis bygget om og den omfattende ombygning, der startede i 1991, medførte at der skulle laves en større hækport, hvorfor hækken blev skåret af. Samtidig skete der en udbygning af brændstoftankene for at givet øget udholdenhed og rækkevidde. Thetis har derfor en flad hæk i forhold til sine søsterskibes runde hæk.

### 2002-2007: Kommandoskib
Thetis sejlede i perioden 2002-2007 i rollen som kommandoskib og medbragte Søværnets Taktiske Stab (STS). Dette betød, at skibet ikke indgik i de, for skibsklassen, normale sejladser ved Grønland og Færøerne, men primært sejlede i danske farvande. Ved en parade den 11. september 2007 flyttede STS over på Absalon, der hermed fik overdraget rollen som det danske flagskib.

### 2019: Kommandoskib for SNMCMG1
I 2019 blev HDMS THETIS igen brugt som kommandoplatform i Østersøen. Denne gang for NATOs stående minerydningsstyrke1 (SNMCMG1).